# Петровка (Якутія)
Петровка (рос. Петровка) — село у Мегіно-Кангалаському улусі Республіки Сахи Російської Федерації.
Населення становить 1168 осіб. Належить до муніципального утворення Харанський наслег.

## Географія

### Клімат
| Клімат Петровки           | Клімат Петровки | Клімат Петровки | Клімат Петровки | Клімат Петровки | Клімат Петровки | Клімат Петровки | Клімат Петровки | Клімат Петровки | Клімат Петровки | Клімат Петровки | Клімат Петровки | Клімат Петровки | Клімат Петровки |
| Показник                  | Січ.            | Лют.            | Бер.            | Квіт.           | Трав.           | Черв.           | Лип.            | Серп.           | Вер.            | Жовт.           | Лист.           | Груд.           | Рік             |
| Середній максимум, °C     | −37,3           | −29,7           | −13,7           | 0,9             | 12,7            | 22,3            | 25,4            | 21,4            | 11,4            | −3,9            | −24,7           | −35,3           | −4              |
| Середня температура, °C   | −41,1           | −35,5           | −21,9           | −6,4            | 6,3             | 15,3            | 18,5            | 14,8            | 5,8             | −8,6            | −29,3           | −39,2           | −10             |
| Середній мінімум, °C      | −44,9           | −41,3           | −30             | −13,6           | 0,0             | 8,3             | 11,6            | 8,2             | 0,3             | −13,2           | −33,8           | −43             | −15             |
| Норма опадів, мм          | 10              | 8               | 6               | 10              | 21              | 41              | 43              | 41              | 32              | 21              | 16              | 13              | 262             |
| ------------------------- | --------------- | --------------- | --------------- | --------------- | --------------- | --------------- | --------------- | --------------- | --------------- | --------------- | --------------- | --------------- | --------------- |
| Джерело: climate-data.org |                 |                 |                 |                 |                 |                 |                 |                 |                 |                 |                 |                 |                 |

## Історія
Згідно із законом від 30 листопада 2004 року органом місцевого самоврядування є Харанський наслег.

## Населення
| 2002  | 2010  | 2012  | 2013  | 2014  | 2015  | 2016  |
| ----- | ----- | ----- | ----- | ----- | ----- | ----- |
| 1068  | ↗1139 | ↘1135 | ↘1115 | ↗1122 | ↗1127 | ↗1134 |
| 2017  | 2018  |       |       |       |       |       |
| ↗1150 | ↗1168 |       |       |       |       |       |